# Evangelische Kirche (Klein-Eichen)

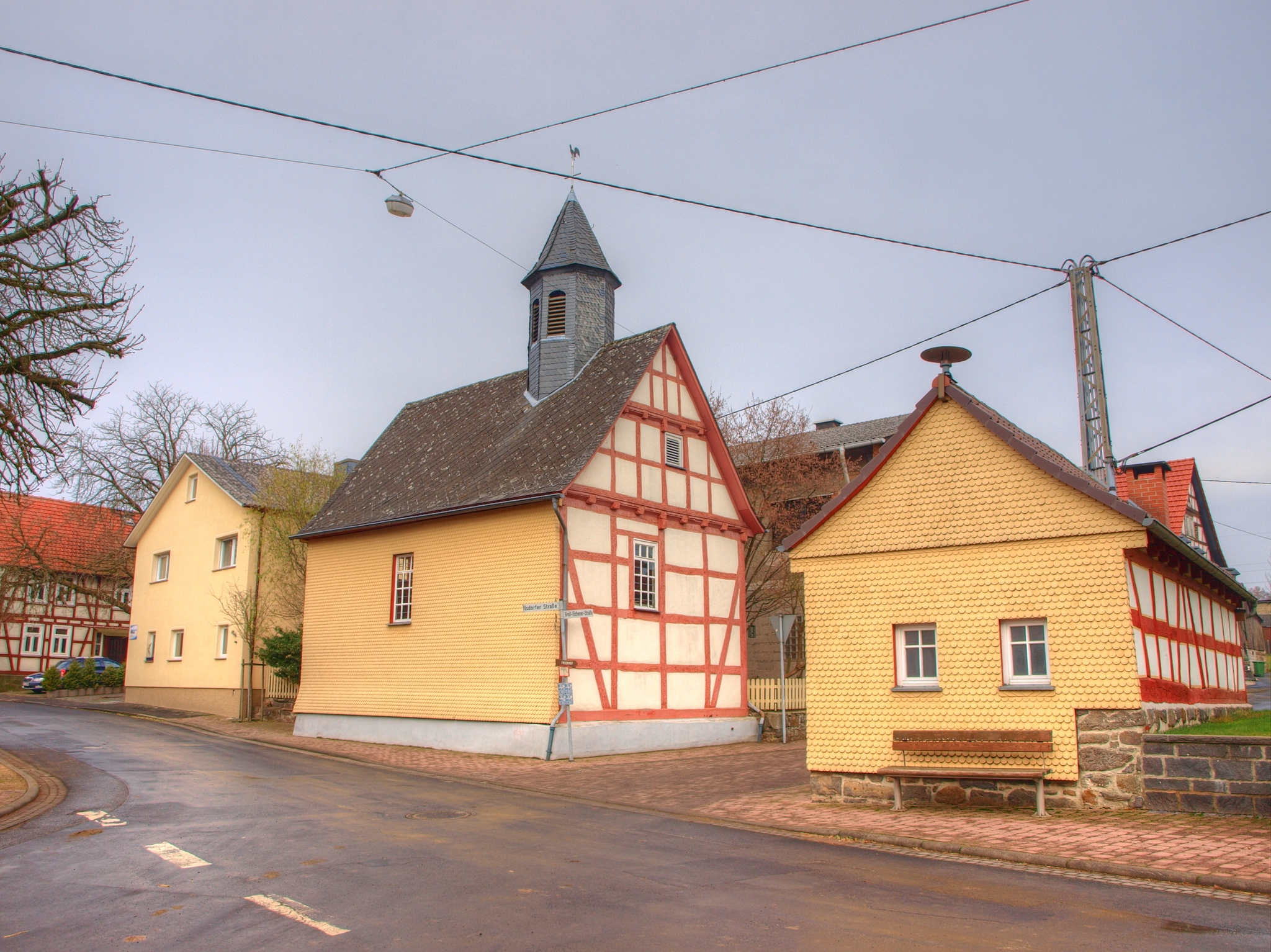
Kirche und Backhaus von Südost

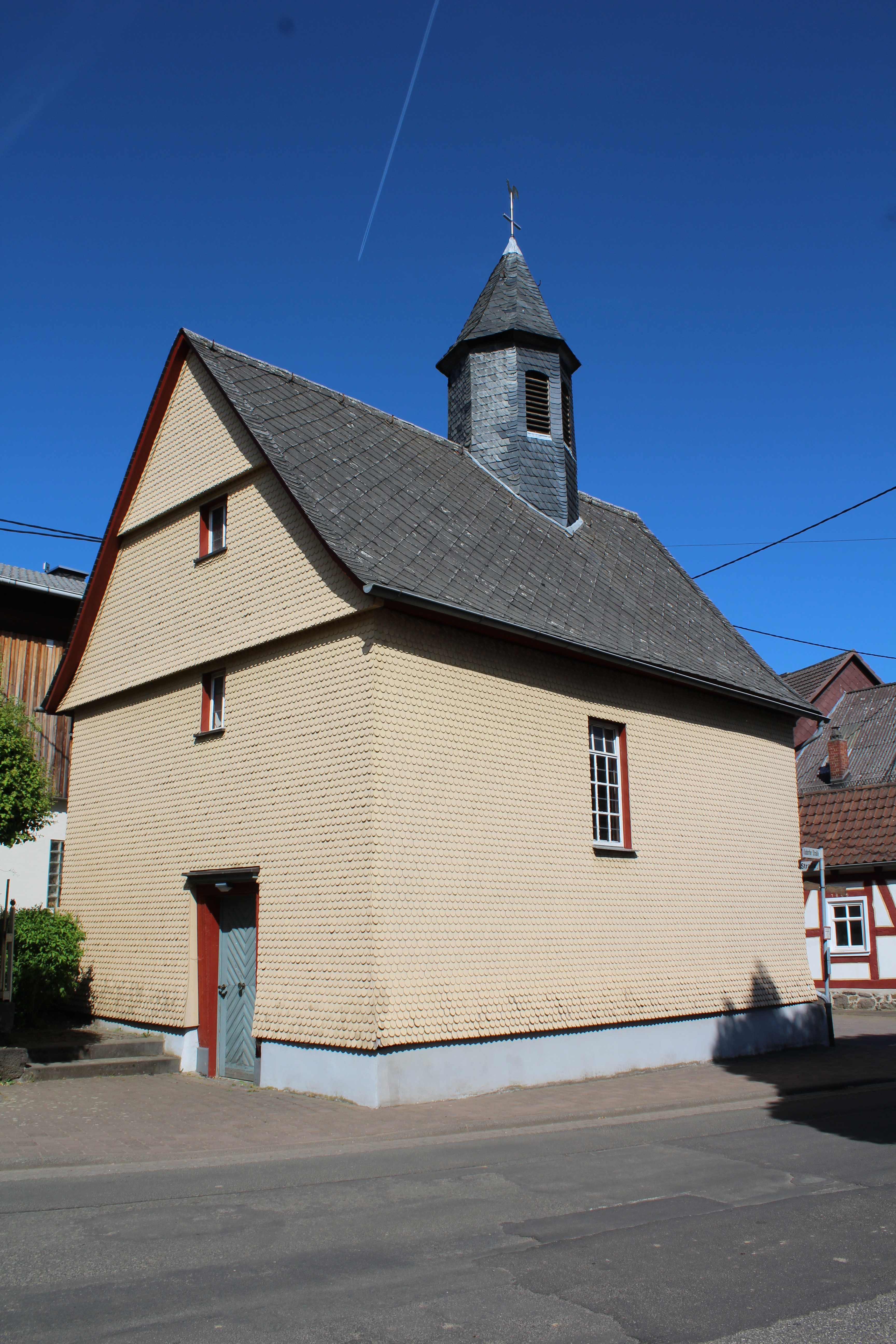
Blick von Südwest

Die Evangelische Kirche in Klein-Eichen, einem Stadtteil von Grünberg im Landkreis Gießen (Mittelhessen), wurde gegen Ende des 16. Jahrhunderts oder um 1600 in Unter-Seibertenrod errichtet und im Jahr 1738 nach Klein-Eichen transloziert. Sie gehört zu den ältesten erhaltenen Fachwerkkirchen in Hessen. Mit ihrem Dachreiter prägt die Kirche das Ortsbild und ist hessisches Kulturdenkmal.
Die Kirchengemeinde Lardenbach/Klein-Eichen gehört zum Dekanat Gießener Land in der Propstei Oberhessen der Evangelischen Kirche in Hessen und Nassau.

## Geschichte
Schon in vorreformatorischer Zeit gehörte der Ort in kirchlicher Hinsicht zu Groß-Eichen und blieb auch später dort eingepfarrt. Ab dem Beginn des 18. Jahrhunderts leitete der Lehrer die dörflichen Betstunden, wodurch der Wunsch nach einem gottesdienstlichen Versammlungsraum entstand. Die Fachwerkkirche wurde in Unter-Seibertenrod Ende des 16. Jahrhunderts, wahrscheinlich um 1600 gebaut. Als dort 1737 ein Kirchenneubau entstand, verkaufte man Klein-Eichen die kleine Kapelle auf Abbruch. Nach ihrer Überführung wurde sie 1738/39 wiedererrichtet und in den Folgejahren bis 1742 innen ausgestattet. Sie ist damit „ein seltenes Beispiel einer translozierten Fachwerkkirche“. Eine Datierung ist ohne dendrochronologische Untersuchung schwierig, da das auf dem Dachboden lagernde kirchliche Gemeindearchiv während des Zweiten Weltkriegs und bis etwa 1962 dem Kirchendiener als Brennmaterial diente. Während im Jahr 1738 bereits die Aufbauarbeiten erfolgten, bat man Landgraf Ernst Ludwig um Unterstützung, da die Gemeinde „biß anhero keinen gewissen Orth zu Haltung der wochentlichen Bethstunden und unterweiliger Verrichtung derer Ministerial-Actuum gehabt, sondern gemeiniglich in Scheuren zusammengekommen“ sei.
Auch nach dem Kirchbau bestand weiterhin die Verpflichtung, die Gottesdienste in Großen-Eichen zu besuchen. Im Jahr 1886 fanden eine Innen- und Außenrenovierung statt und erfolgte ein neuer Anstrich. Ende des 19. Jahrhunderts schaffte die Gemeinde ein Harmonium an, das 1928 durch ein neues ersetzt wurde. Erst ab dem 1. Oktober 1919 predigte der Pfarrer regelmäßig alle 14 Tage im Gottesdienst in Klein-Eichen.
Im Jahr 1926 wurden drei Seiten des Fachwerks aufgrund des schlechten Erhaltungszustands verkleidet, bei der Innenrenovierung wurden die Brüstungsmalereien freigelegt. Das Dach wurde 1937 erneuert und erhielt statt des viereckigen einen neuen achteckigen Dachreiter ohne Turmknauf. Um das Jahr 1960 gab es Pläne die Kirche aufzugeben, die 1975/77 wieder laut wurden. Peter Weyrauch, Architekt der Landeskirche, überzeugte die Gemeinde von der Bedeutung des Baudenkmals. So wurde 1960 die abgängige Nordwand von der bürgerlichen Gemeinde in massiver Bauweise erneuert und das Dach mit Eternitplatten gedeckt. 1977 legten 15 Bürger aus Klein-Eichen das Fachwerk an den zwischenzeitlich verschieferten und verputzten Seiten frei. Eine Innenrenovierung folgte im Jahr 1978. Im selben Jahr kam die pfarramtliche Verbindung mit Großen-Eichen an ihr Ende, nachdem sich die Kirchengemeinde bereits 1973 von der Stadt Grünberg gelöst hatte, und Klein-Eichen wurde mit Lardenbach vereint. Sanierungen von Dach und Turm fanden 1978 und 1994 statt. Als die südliche Langseite zunehmend Schäden aufwies, wurde sie 1986 verschindelt. Im Rahmen der Dorferneuerung von 2004 bis 2006 wurde der umgebende Bereich neu gepflastert, der Kircheneingang schwellenlos gestaltet und die Westseite ebenfalls verschindelt.

## Architektur

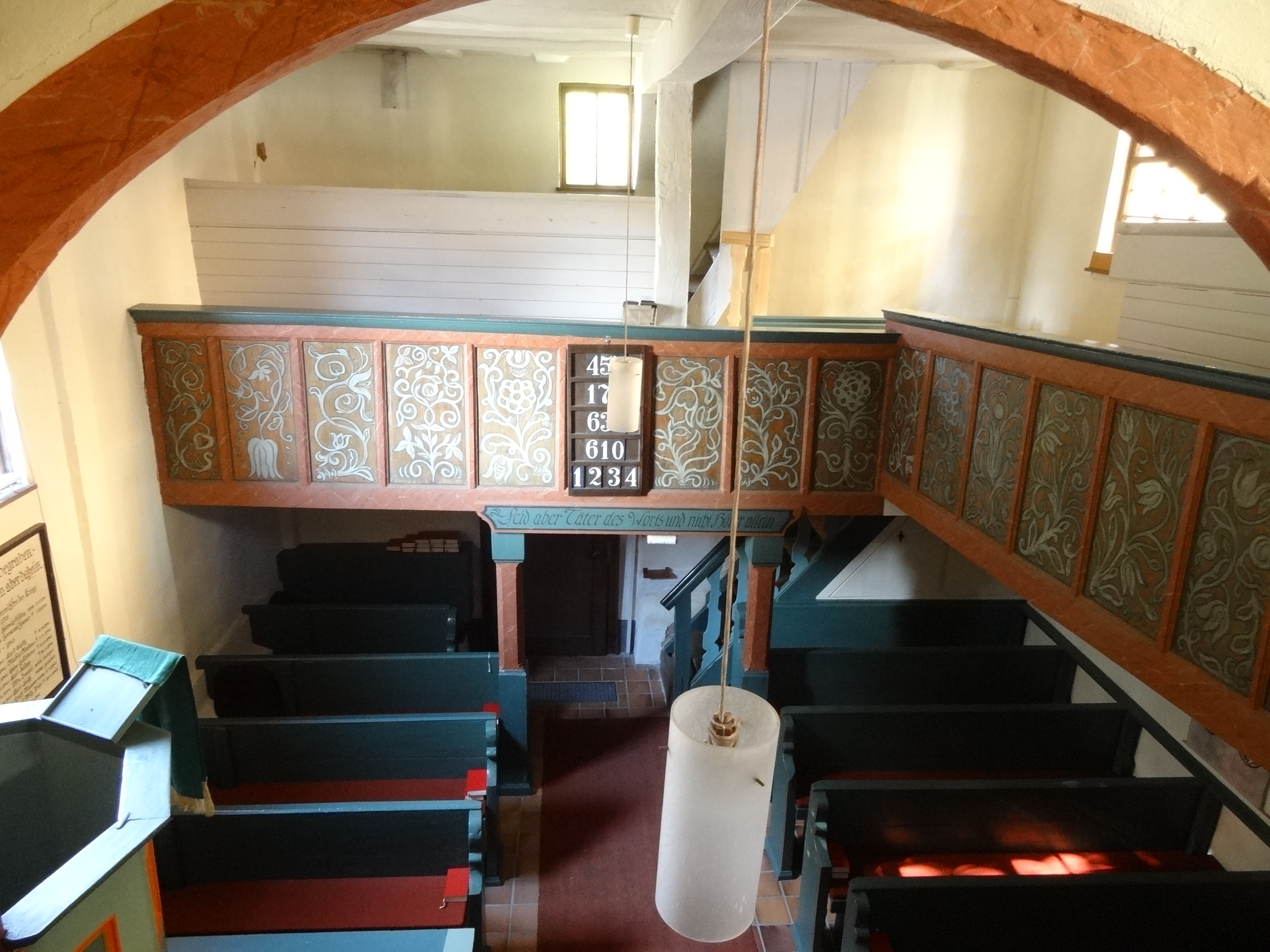
Innenraum Richtung Westen

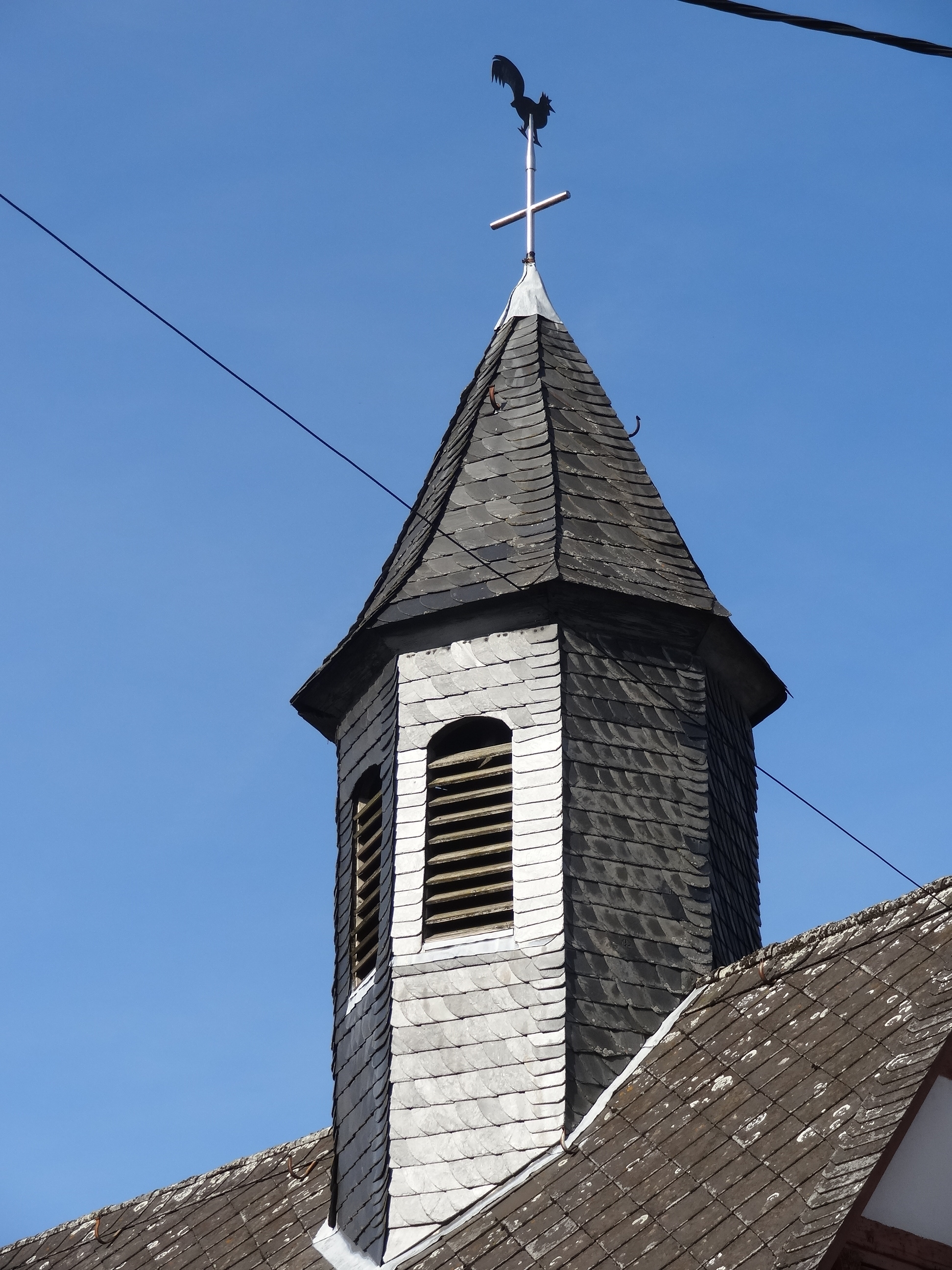
Dachreiter

Die annähernd geostete Saalkirche ist im Ortskern unmittelbar an einer Straßenkreuzung errichtet. Die Fachwerkkirche ruht auf einem verputzten Bruchsteinsockel und ist mit einem rechteckigen Grundriss von 8,50 × 6,60 Meter eine der kleinsten Kirchen in Oberhessen. Die Raumhöhe beträgt 4,10 Meter. Das Satteldach hat außermittig einen achteckigen Dachreiter mit Spitzhelm, der von einem schlichten Kreuz und einem Wetterhahn bekrönt wird.
Das originale Fachwerk ist an drei Seiten erhalten, liegt aber (wie ab 1926) nur an der Ostseite frei. Drei umlaufende Riegel gliedern die Mauern (4,20 Meter hoch) an drei Seiten in vier fast gleich hohe Ebenen. Die Nordseite hatte ursprünglich senkrechte Ständer mit zwei Eckstreben ohne Riegel und ist seit 1960 massiv aufgemauert. An der Süd- und Ostseite laufen je zwei Eckstreben durch drei Ebenen, ansonsten erreichen die Streben nur die halbe Wandhöhe. Die zweifach auskragenden Giebel sind symmetrisch gestaltet und weisen auf eine Entstehung in gotischer Zeit. Fünf Ständer unterteilen die Giebelseiten in vier fast quadratische Gefache. An der Ostseite gehen zwei Eckstreben durch die drei unteren Ebenen, an der Westseite je zwei Eckstreben übereinander durch je zwei Ebenen. Die Giebeldreiecke sind ganz ohne Streben. Auch die Südwand ist durch sieben Ständer und drei Brustriegel weitgehend symmetrisch angelegt. Die Eckständer werden durch hohe Eckstreben gestützt und der jeweils dritte Ständer von außen durch je zwei übereinanderstehende Streben. Auf diese Weise bleiben nur die mittleren beiden Gefache ohne Streben. Zwei Zwischenriegel an der westlichen Südwand dienen zur Auflagerung der Westempore.
Die Kirche wird durch eine rechteckige Westtür erschlossen, über der ein kleines quadratisches Fenster angebracht ist. An den beiden Langseiten und der Ostseite belichtet jeweils ein rechteckiges Fenster den Innenraum. In den beiden Giebeldreiecken ist ein kleines quadratisches Fenster eingelassen. Das Profil der Portalumrahmung mit Wulst und Kehle endet wie bei anderen Profilportalen des 16. Jahrhunderts vor dem Fußboden.

## Ausstattung

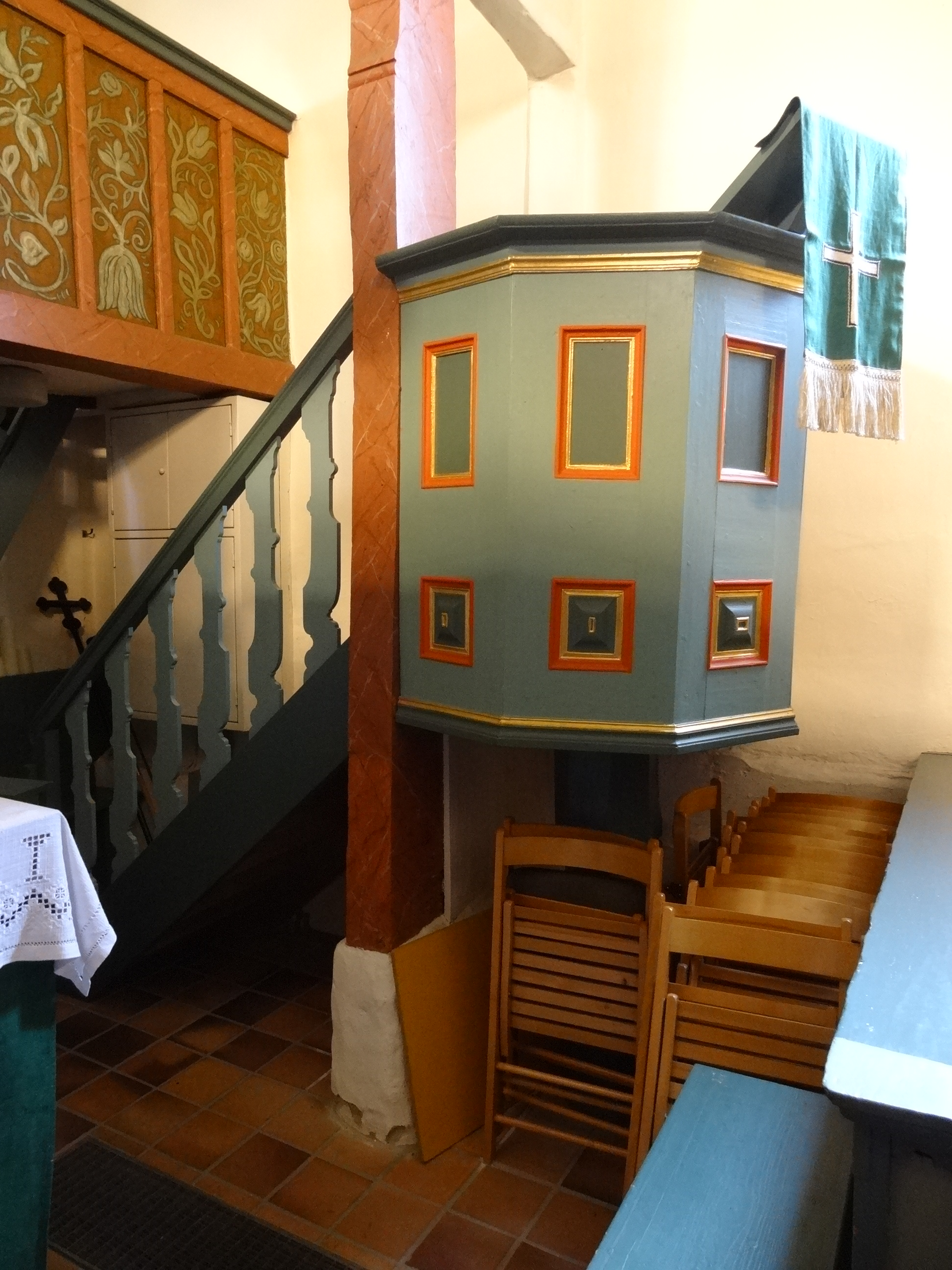
Kanzel

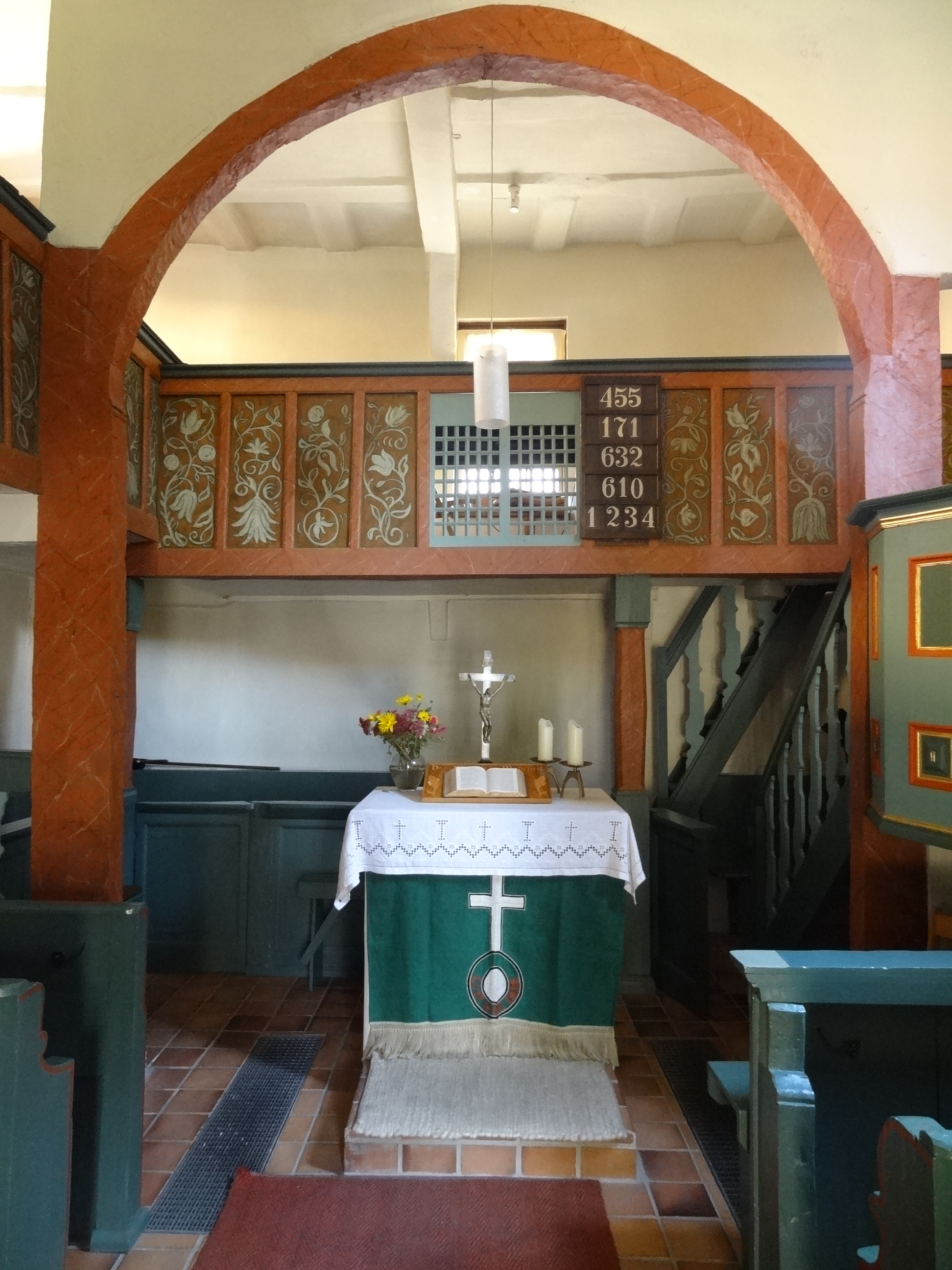
Innenraum Richtung Osten

Ein rundbogiger hölzerner Triumphbogen, der ohne statische Funktion ist und den Längsunterzug nicht erreicht, trennt den Chorbereich vom Gemeindesaal ab. Die Zwickel sind mit Fachwerk ausgefüllt. Der Fußboden wurde 1978 mit Tonplatten belegt. Das alte, hölzerne Gestühl mit neuen Sitzbrettern von 1978 besteht aus 19 kurzen Bänken im Schiff, die einen Mittelgang freilassen, den Bänken auf den Emporen und einer Winkelbank im Chor.
Die dreiseitige Empore geht in ihrem Westteil auf die Erbauungszeit der Kirche um 1600, im Norden auf das Jahr 1738 und im Süden auf das 19. Jahrhundert zurück. Sie ruht auf viereckigen, marmorierten Holzpfosten. Die Ostempore aus dem 19. Jahrhundert über dem Altar diente als Aufstellungsort für eine elektronische Orgel. Heute wird ein elektrisches Klavier eingesetzt. Die Brüstungsmalereien, die 1926 aufgefrischt wurden, zeigen stilisierte, rankenförmige Pflanzenornamente. Der Innenraum wird von vier rechteckigen Fenstern belichtet.
Der aufgemauerte und verputzte Blockaltar steht im Osten der Kirche unter dem Chorbogen. Im Jahr 1874 wurde das Kruzifix gestiftet, 1911 als Vasa sacra zwei Kannen, eine Patene und eine Dose für das Abendmahlsbrot. Die Altarbibel datiert von 1937 und ruht auf einer hölzernen Auflage mit Intarsienarbeit. Die polygonale, hölzerne Kanzel an der Südseite des Gemeindesaals vor dem Bogen stammt aus dem 18. Jahrhundert und weist tiefe Füllungen auf.

## Glocke

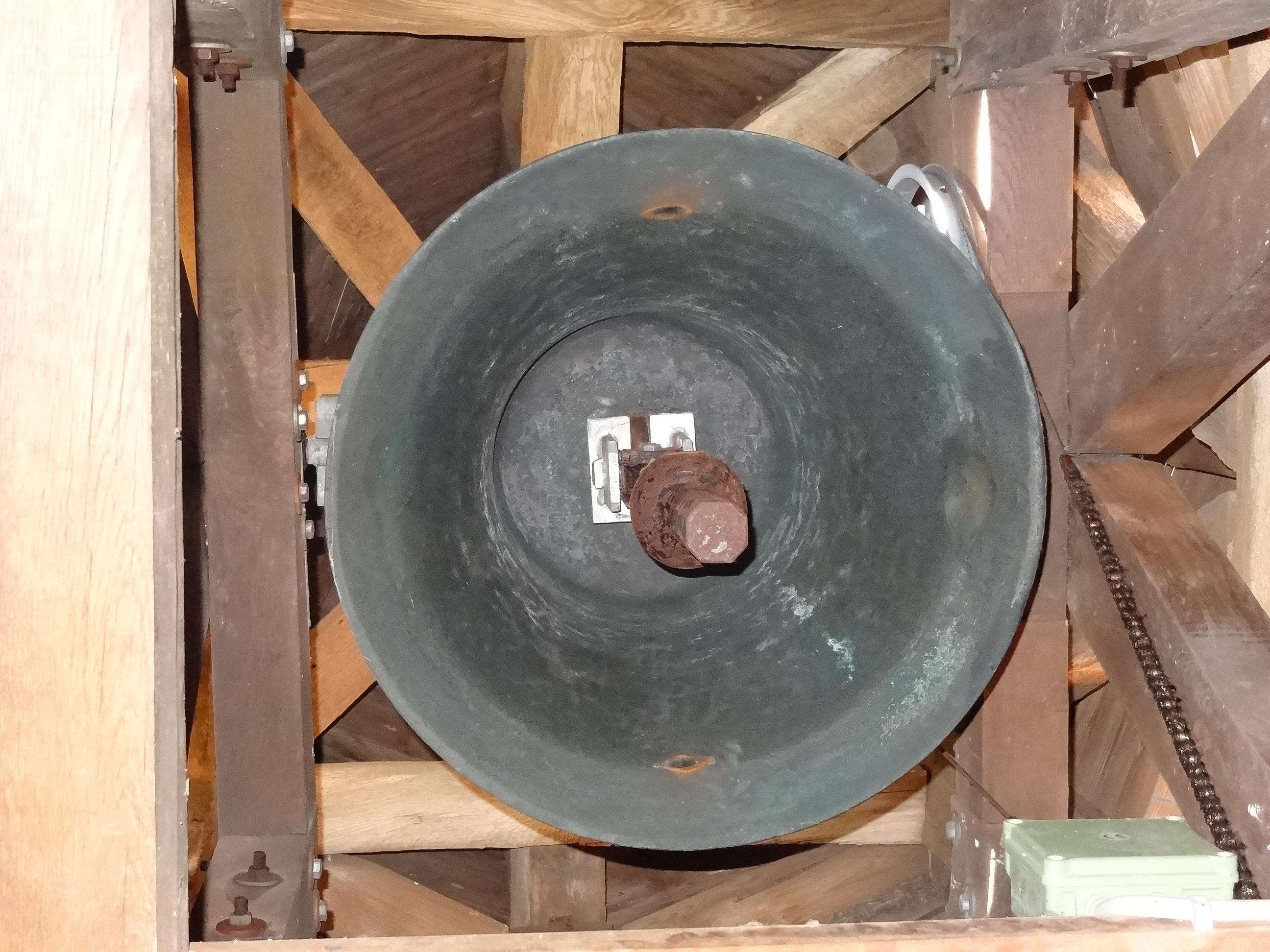
Otto-Glocke von 1874

Ursprünglich beherbergte der Turm keine Glocke. Im nur zum Dorf hin offenen Dachreiter hängt eine Glocke mit dem Schlagton d2, die 1874 von Georg Otto in Darmstadt gegossen wurde. Sie wiegt 284 Pfund und trägt auf der einen Seite die Inschrift: „Gegossen / für / Klein Eichen / durch / Georg Otto in Giessen / 1874“ auf der anderen Seite: „Ich lade hier zu Heilgen Festen / Ein gläubich Volk zum Tempel ein. O möchtet Ihr zu eurem besten / stets meinem Rufe folgsam sein.“ Bis 1979 läuteten auf dem Dachboden vor allem Konfirmanden mit einem Handseil die Glocke. Da die Konfirmandenzahl rückläufig war und das Vorläuten immer öfter ausfiel, wurde das Geläut elektrifiziert.